# Stadion Narodowy (Hargejsa)
Stadion Narodowy – wielofunkcyjny stadion w mieście Hargejsa w Somalii. Służy również jako stadion narodowy i posiada obiekty do lekkoatletyki i piłki nożnej. Swoje mecze rozgrywa na nim reprezentacja Somalii w piłce nożnej. Stadion może pomieścić 5 000 widzów. 